# Holland Sport in het seizoen 1966/67
Het seizoen 1966/1967 was het 13e jaar in het bestaan van de Haagse betaaldvoetbalclub Holland Sport. De club kwam uit in de Eerste divisie en eindigde daarin op de derde plaats. Tevens deed de club mee aan het toernooi om de KNVB beker, hierin werd in de eerste ronde, na strafschoppen, verloren van Telstar (0–0).

## Wedstrijdstatistieken

### Eerste divisie
|       | Alkmaar '54 | Blauw-Wit | FC Den Bosch/BVV | SC Cambuur | D.F.C. | DHC '66 | SC Drente | Eindhoven | De Graafschap | Heracles | N.E.C. | RBC   | RCH   | SVV   | Velox | Vitesse | Volendam | De Volewijckers | FC Zaanstreek |
| ----- | ----------- | --------- | ---------------- | ---------- | ------ | ------- | --------- | --------- | ------------- | -------- | ------ | ----- | ----- | ----- | ----- | ------- | -------- | --------------- | ------------- |
| Thuis | 2 – 0       | 0 – 1     | 6 – 1            | 1 – 0      | 3 – 1  | 3 – 0   | 1 – 0     | 3 – 0     | 2 – 0         | 0 – 1    | 3 – 2  | 2 – 0 | 1 – 3 | 1 – 1 | 0 – 0 | 0 – 0   | 1 – 1    | 2 – 2           | 2 – 1         |
| Uit   | 1 – 0       | 0 – 3     | 1 – 3            | 2 – 0      | 1 – 0  | 0 – 1   | 1 – 4     | 3 – 1     | 0 – 2         | 2 – 2    | 1 – 0  | 1 – 2 | 1 – 0 | 0 – 0 | 1 – 3 | 0 – 4   | 1 – 2    | 1 – 6           | 1 – 0         |

### KNVB beker
| 1e ronde                               | Holland Sport | 0 – 0 Na strafschoppen | Telstar |
| 2 april 1967 Plaats: Den Haag Houtrust |               |                        |         |

## Statistieken Holland Sport 1966/1967

### Eindstand Holland Sport in de Nederlandse Eerste divisie 1966 / 1967
| Stand | Gespeeld | Gewonnen | Gelijk | Verloren | Punten | Doelpunten voor | Doelpunten tegen |
| ----- | -------- | -------- | ------ | -------- | ------ | --------------- | ---------------- |
| 3e    | 38       | 21       | 7      | 10       | 49     | 66              | 32               |

### Topscorers
| #                    | Naam               | Goal |
| -------------------- | ------------------ | ---- |
| 1.                   | Sjaak Roggeveen    | 26   |
| 2.                   | Bennie Roode       | 10   |
| 3.                   | Piet de Vries      | 6    |
| 4.                   | Theo Zuijderwijk   | 5    |
| 5.                   | Henny den Engelse  | 4    |
| 6.                   | Jan Pronk          | 3    |
| 6.                   | Maarten Trommel    | 3    |
| 8.                   | Carlos Coutinho    | 2    |
| 8.                   | Fred Prosman       | 2    |
| 8.                   | Theo Valkenhoff    | 2    |
| 11.                  | Robbie van der Bol | 1    |
| Onbekende doelpunten |                    |      |
| –                    | Onbekend           | 2    |
| Totaal               | Totaal             | 66   |

| #      | Naam        | Goal |
| ------ | ----------- | ---- |
| –      | Geen speler | 0    |
| Totaal | Totaal      | 0    |

## Voetnoten
Alkmaar '54 ·
Blauw-Wit ·
Cambuur ·
FC Den Bosch/BVV ·
D.F.C. ·
DHC '66 ·
SC Drente ·
Eindhoven ·
De Graafschap ·
Heracles ·
Holland Sport ·
N.E.C. ·
RBC ·
RCH ·
SVV ·
Velox ·
Vitesse ·
Volendam ·
De Volewijckers ·
FC Zaanstreek